# Eric Vernan
Eric Vernan, né le 4 juillet 1987, est un footballeur international jamaïcain.

## Carrière
Vernan commence sa carrière au Portmore United avec qui il remporte le championnat jamaïcain en 2008. Le 26 juin 2008, il fait ses débuts en équipe nationale contre Salvador dans le cadre d'un match amical. Plus tard dans l'année, il participe à la Coupe caribéenne des nations 2008 que la Jamaïque remporte. Vernan inscrit notamment deux buts lors de cette compétition et est nommé meilleur joueur du tournoi.
En 2009, il quitte la Jamaïque pour la Norvège, plus précisément le Nybergsund IL, jouant en seconde division. Il joue pour cette équipe durant deux saisons. Entretemps, il participe à la Gold Cup 2009 qui voit les Jamaïcains se faire sortir dès le premier tour. Vernan est sélectionné de nouveau pour la Coupe caribéenne des nations 2010 où la Jamaïque sera sacrée pour la deuxième fois consécutive. Il inscrit un but lors de cette compétition et réussit son pénalty lors de la séance de tirs au but en finale.
Eric Vernan retourne à Portmore en 2010 et y reste deux saisons avant de partir pour le Harbour View en 2012.

## Palmarès
- Champion de Jamaïque en 2008 et 2012 avec le Portmore United
- Vainqueur de la Coupe de Jamaïque en 2007 avec le Portmore United
- Élu meilleur joueur de la Coupe caribéenne des nations 2008